# Ophonus rufipes
Ophonus rufipes — комаха з родини Carabidae.

## Морфологія
Довжина тіла комахи до 16 мм. Смоляно-чорний, вусики й ноги рудувато-жовті. Голова, передня частина передньоспинки та черевце посередині гладенькі. Надкрила криті густими похилими жовтими волосками. Личинки завдовжки до 24 мм. 

## Поширення
Зустрічається у великій частині Палеарктики і був введений в Північній Америці. Поширений на Поліссі вид, часто трапляється на осушених пасовищах та городах.

## Екологія
Всеїдний.